# Dubai
Dubai (arabiska: دبي, Dubayy) är ett av de sju emirat som utgör landet Förenade arabemiraten på den Arabiska halvön. Emiratet ligger längs med Persiska vikens kust och gränsar till emiratet Abu Dhabi i väster och söder, emiratet Sharja i nordost samt Oman i sydost. Emiren av Dubai är premiärminister i Förenade Arabemiraten.
Emiratet har en yta på cirka 3 900 km² (3 885 km² ej medräknat exklaven Hatta och konstgjorda öar och annan landvinning från havet under 2000-talet; med detta enligt emiratet 4 114 km²) och hade cirka 3,4 miljoner invånare 2020, varav de allra flesta i staden Dubai.

## Historia
Emiratet Dubai grundades år 1833 när ätten Al Maktoum med 800 följeslagare slog sig ner på västra sidan om Dubaiviken vid fiskebyn Bur Dubai. Emiratet ingick sedan i det brittiska protektoratet Fördragsstaterna (engelska Trucial States, även kallat Trucial Oman) och växte gradvis i betydelse tack vare en konsekvent politik att gynna transittrafik och handel. När shahen av Persien 1902 höjde sina hamntullar avskaffade Dubais härskare sina och upplät mark till en stadsdel åt iranska handelsmän. På 1960-talet upptäcktes olja, och de jämfört med grannen Abu Dhabis måttliga intäkterna kom att investeras i hamnen, nya hamnar, flygplatsen och annan infrastruktur, vilket möjliggjorde Dubais roll som ledande handelsstad i regionen.
När brittiska Fördragsstaterna avvecklades och Förenade Arabemiraten bildades 1971 fick det mycket oljerika Abu Dhabi förstaplatsen och Dubai andraplatsen i federationen. De andra fem emiraten norr och öster om Dubai är i första hand i federation med Abu Dhabi, som innehar president- och överbefälhavarposten, och i andra hand med Dubai, som besätter vicepresident- och premiärministerposterna. Bahrain och Qatar valde dock att stå utanför Förenade Arabemiraten och blev självständiga när Fördragsstaterna avvecklades, trots mycket starka band; Qatar och Dubai hade exempelvis en gemensam valuta, kallad riyal, mellan 1966 och 1973 då Dubai gick över till Förenade Arabemiratens dirham (AED).
Dubai delar juridiska, politiska, militära och ekonomiska funktioner med andra emirat inom ett federalt system, men varje emirat har behållit sin jurisdiktion över vissa funktioner, såsom polissystem och ombesörjande och underhåll av lokala inrättningar.
Dubai och Abu Dhabi är de enda emiraten som har vetorätt i federala rådet (Högsta rådet) som består av federationens emirer.

### Emirer av Dubai

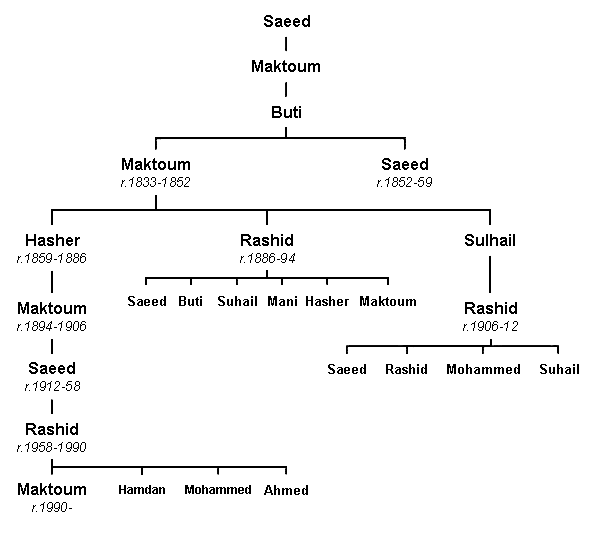
Förenklat familjeträd över emirerna.

Dubai har regerats av Al Maktoum-dynastin alltsedan 1833. Emiratets nuvarande (sedan 2006) regent är Mohammed bin Rashid Al Maktoum, som även är premiärminister och vicepresident av Förenade Arabemiraten.
- Schejk Bati ibn Suhayl (1906–1912)
- Schejk Said ibn Maktum (1912–1929)
- Schejk Mani ibn Rashid (1929)
- Schejk Said ibn Maktum (1929–1958)
- Schejk Rashid bin Said Al Maktoum (1958–1990)
- Schejk Maktoum bin Rashid Al Maktoum (1990–2006)
- Schejk Mohammed bin Rashid Al Maktoum (2006–)

## Geografi
Emiratet Dubai ligger vid kusten av Persiska viken och gränsar mot emiratet Abu Dhabi i sydväst och sydost samt emiratet Sharjah i nordost. Staden Dubai är navet i ett sammanhängande stråk av bebyggelse som sträcker sig cirka 90 kilometer längs kusten, från Jebel Ali i sydväst, och vidare förbi Sharjah och Ajman upp till Umm al-Qaywayn i nordost.
Dubai är det näst största emiratet till ytan efter Abu Dhabi. Till Dubai hör exklaven Hatta, en oas som ligger skild från resten av Dubai i bergen mot gränsen till sultanatet Oman.

### Klimat
Dubai och Förenade Arabemiraten har ökenklimat med en lång torrperiod under sommarhalvåret. Nederbördsmängden är mycket liten och kommer generellt i ganska liten skala i januari, februari och mars; det är regnfritt april–november. Varje år kommer cirka 100 millimeter regn. Klimatet under sommarmånaderna upplevs som mycket besvärande med dagstemperaturer ofta över 40 °C i kombination med en mycket hög luftfuktighet (över 70 %). På vintern är klimatet betydligt svalare med dagstemperaturer runt 25 °C.
|                                            | Jan | Feb | Mar | Apr | Maj | Jun | Jul | Aug | Sep | Okt | Nov | Dec |
| ------------------------------------------ | --- | --- | --- | --- | --- | --- | --- | --- | --- | --- | --- | --- |
| Normaldygnets maximitemperaturs medelvärde | 22  | 23  | 26  | 31  | 36  | 37  | 39  | 39  | 37  | 33  | 30  | 25  |
| Normaldygnets minimitemperaturs medelvärde | 14  | 15  | 17  | 20  | 24  | 26  | 29  | 30  | 27  | 23  | 19  | 16  |
|                                            |     |     |     |     |     |     |     |     |     |     |     |     |
| Nederbörd                                  | 11  | 18  | 12  | 0   | 0   | 0   | 0   | 0   | 0   | 0   | 0,2 | 18  |

| Diagram | temperaturer i °C • månadsnederbörd i mm • Källa: World Climate Weatherbase | temperaturer i °C • månadsnederbörd i mm • Källa: World Climate Weatherbase | temperaturer i °C • månadsnederbörd i mm • Källa: World Climate Weatherbase | temperaturer i °C • månadsnederbörd i mm • Källa: World Climate Weatherbase | temperaturer i °C • månadsnederbörd i mm • Källa: World Climate Weatherbase | temperaturer i °C • månadsnederbörd i mm • Källa: World Climate Weatherbase | temperaturer i °C • månadsnederbörd i mm • Källa: World Climate Weatherbase | temperaturer i °C • månadsnederbörd i mm • Källa: World Climate Weatherbase | temperaturer i °C • månadsnederbörd i mm • Källa: World Climate Weatherbase | temperaturer i °C • månadsnederbörd i mm • Källa: World Climate Weatherbase | temperaturer i °C • månadsnederbörd i mm • Källa: World Climate Weatherbase | temperaturer i °C • månadsnederbörd i mm • Källa: World Climate Weatherbase |
|         | 11 22 14                                                                    | 18 23 15                                                                    | 12 26 17                                                                    | 0 31 20                                                                     | 0 36 24                                                                     | 0 37 26                                                                     | 0 39 29                                                                     | 0 39 30                                                                     | 0 37 27                                                                     | 0 33 23                                                                     | 0 30 19                                                                     | 18 25 16                                                                    |

|                  |            | Jan | Feb | Mar | Apr | Maj | Jun | Jul | Aug | Sep | Okt | Nov | Dec |
| ---------------- | ---------- | --- | --- | --- | --- | --- | --- | --- | --- | --- | --- | --- | --- |
|                  |            |     |     |     |     |     |     |     |     |     |     |     |     |
| Vattentemperatur | (°C)       | 21  | 21  | 21  | 25  | 29  | 31  | 32  | 32  | 31  | 30  | 27  | 23  |
| Soltimmar        | (tim./dag) | 8   | 9   | 9   | 10  | 11  | 12  | 11  | 11  | 10  | 10  | 9   | 8   |
| [ 11 ]           |            |     |     |     |     |     |     |     |     |     |     |     |     |

## Demografi
År 2005 hade emiratet cirka 1,3 miljoner invånare (1 321 453 enligt emiratets statistikmyndighet). 2015 var antalet invånare cirka 2,4 miljoner invånare (2 446 675) och 2020 cirka 3,4 miljoner (3 411 200).

### Språk
Arabiska är sedan 2008 officiellt språk i federationen, medan engelska är lingua franca. Alla vägskyltar är på engelska och arabiska, men bilarnas registreringsnummer är numera endast med latinska bokstäver och siffror skrivna enligt europeisk standard.
Eftersom cirka tre fjärdedelar av emiratets befolkning är gästarbetare från Syd- och Sydostasien är även urdu, hindi, farsi, tamil, malayalam och tagalog vanliga språk i Dubai. Dubais befolkning består till tre fjärdedelar av män.

### Religion
Dubai är ett muslimskt emirat, som tillämpar sharialagar. Eftersom islams generella motstånd mot alkohol inte upprätthålls strikt i Dubai tillåts konsumtion av alkoholhaltiga drycker.

## Ekonomi
Dubais ekonomi drivs av handel, finansiella tjänster och turism. Handeln har en lång tradition i Dubai som viktig hamn för västliga producenter. Hamnen Jebel Ali, som byggdes på 1970-talet, är den största byggda hamnen i världen. Under 2000-talet utvecklades Dubai också till ett regionalt centrum för IT och finans, bland annat genom så kallade free zones som Dubai Financial Centre och Dubai Internet City. En storsatsning på turism genom gigantprojekt som Dubailand gjorde turismen till en allt starkare inkomstkälla under 2000-talet. År 2016 utgjorde turismen 20 % av Dubais BNP.
I motsats till i flera andra Gulfstater är inte Dubais ekonomin grundad på olja. Bara cirka 5 % av ekonomin utgörs av oljeraffinering. År 2016 stod oljan för mindre än 1 % av Dubais BNP.
Dubai Internet City har tillsammans med Dubai Media City som utgör TECOM (Dubai Technology, Electronic Commerce and Media Free Zone Authority) varit en av emiratets stora framgångar i arbetet med att få en modernare, servicebaserad ekonomi. Inom TECOM har internationella företag som EMC Corporation, Ericsson, Oracle Corporation, Microsoft och IBM etablerat sig.
Dubai Financial Market (DFM) grundades i mars 2000 som en andrahandsmarknad i derivater och obligationer, både lokalt och internationellt. Under fjärde kvartalet 2006 var omfattningen av handeln omkring 400 miljarder aktier värt omkring 95 miljarder amerikanska dollar.
Dubai International Financial Centre (DIFC) öppnades 2004 som en federal frizon. Där gäller internationella regelverk och dess handels- och avtalsrätt är skild från resten av Dubai och UAE, till stor baserad på Common Law. DIFC har även eget domstolssystem. DIFC är säte för Dubai Financial Market (DFM) och Dubai International Finance Exchange (DIFX, efter 2008 kallad Nasdaq Dubai), två börser med samma typ av strikta regler som de internationella storbörserna. DMF och DIFX är majoritetsägare i Borse Dubai, vilket i sin tur 2016 ägde 19,99 % av kapitalet (5 % av rösterna) i Nasdaq OMX Group, som bland annat är Stockholmsbörsens och Nasdaqs holdingbolag.
Dubai blev i november 2013 tilldelad Expo 2020 av Bureau International des Expositions (BIE), en världsutställning som hölls mellan den 1 oktober 2021 och den 31 mars 2022. Det var första gången en världsutställning hölls i Mellanöstern.
Myndigheternas beslut att göra om ekonomin till en handelsbaserad framför en oljeberoende ekonomi gjorde fastigheter mer värdefulla och skapade en dramatisk tillväxt från 2004 till 2006. Gigantprojekt startade av privata företag, till exempel Emaar Properties och offentliga företag som Nakheel, som har låtit bygga några av världens högsta skyskrapor som Emirates Towers, Almas Tower, Burj Khalifa och Princess Tower, samt hotell som Burj Al Arab. Burj Kalifa färdigställandes 2009 och är världens högsta byggnad med en höjd på 828 meter. Fastighetsmarknaden i Dubai utvecklades snabbt till en bubbla som kollapsade när finanskrisen slog till 2009 - och spekulativa investeringar i ökade fastighetspriser fick ett stopp. På grund av att Dubai saknar lagstiftning för att hantera konkurser ledde det till att många som inte kunde betala sina lån fick fly landet.

## Turism
Dubai satsade under början av 2000-talet medvetet på att göra turism till en långsiktig och hållbar inkomstkälla genom bland annat Dubailand (vissa planer för Dubailand har dock strukits sedan finanskrisen 2007–2008). Det finns ett stort utbud för turister med fokus på vatten, sol och bad, nöjen, shopping, fiske, sport och utflykter. Wild Wadi är en enorm vattenpark med tema från arabisk mytologi. Där finns Jumeirah Sceirah, som är bland världens högsta och längsta vattenrutschkanor samt många andra attraktioner.
Besökande turister och egna befolkningen uppmanas iaktta en sedesam klädsel och visa respekt för landets kultur samt andra besökare på offentliga platser i staden såsom köpcenter och liknande. Vid ingången till köpcenter upplyses besökare via skyltar om vilken klädsel som är sedesam. Exempel på olämplig klädsel är bikini, badshorts, bar överkropp samt ärmlös t-shirt.
Alkoholhaltiga drycker kan inhandlas i taxfree-butiker på flygplatsen vid ankomst till landet samt i speciella spritbutiker där dock tillstånd erfordras. Alkohol serveras även på samtliga större hotell och kan inhandlas i speciella spritbutiker och barer.
Turister erbjuds ökensafari, sandskidåkning och kamelturer. Milslånga sandstränder är ofta glest besökta men med badplatser där det är möjligt hyra vattenskoter och dyka. På ett historiskt museum har man gjort en rekonstruktion i verklig skala av 1950-talets Dubai.
Det finns ett flertal golfbanor av mycket hög internationell standard i och runt Dubai. Varje år spelas golftävlingen Dubai Desert Classic i inledningen på golfens Europatour samt Europatourens avslutning Dubai World Championship i Dubai.

## Kommunikationer
Vägnätet i Dubai och Förenade Arabemiraten är mycket utbrett och av mycket hög standard. Det består av ett antal rikstäckande motorvägar som betecknas med bokstaven E (för Emirat). Tre av dessa E-vägar passerar längs med kusten genom Dubai, den första närmast kusten, Sheikh Zayed-vägen (Sheikh Zayed Road), går genom centrala delar av Dubai stad och har beteckningen E11. Det är en motorväg som på vissa sträckor är 14-filig. I juli 2007 sattes vägtullar upp på Sheikh Zayed-vägen i centrala Dubai bland annat vid Al Garhoud-bron.
Parallellt med Sheikh Zayed-vägen, men längre in i landet går ringleden E311, sedan januari 2013 benämnd Sheikh Mohammad Bin Zayed Road, samt E611, under det nya namnet Emirates Road (tidigare benämnd Kringfartsvägen). Dessa båda, på vissa sträckor 14-filiga, motorvägar har inga vägtullar.
Dubai International Airport (IATA: DXB) är nav för flygbolaget Emirates, och tjänar staden Dubai och andra emirater i landet. Flygplatsen, som ligger cirka 10 minuters bilfärd från Dubai centrum, hanterade 57,7 miljoner passagerare 2012, vilket placerade flygplatsen som nummer tio bland världens största flygplatser räknat i antalet passagerare. En tredje terminal öppnades för trafik 2008 och användes uteslutande av Emirates Airlines och klarade hanteringen av de då nya Airbus A380-planen. Al Maktoum International Airport (IATA: DWC) (tidigare benämnd Dubai World Central International Airport) ligger i Jebel Ali, cirka 45 minuter från Dubai centrum. Den första fasen var klar under 2008, och sedan 2014 används flygplatsen i första hand för flygfrakt. I senare faser kommer denna nya flygplats att ta hand om internationella flygbolag. Emirates (både passagerar- och frakttrafik) kommer att vara kvar på Dubai International.
Dubai har ett väl utbyggt bussnät med 69 linjer som transporterade över 90 miljoner människor under 2006. Enligt väg- och transportmyndigheten bestod bussflottan 2016 av 1 518 bussar, varav 170 st dubbeldäckare, 945 st standardbussar, 346 st ledade bussar samt en del "SkyBuses" och flygbussar. Trots att den huvudsakliga transporten sker via privata fordon, finns också ett väl utbyggt och fungerande taxisystem.
Dubai har också en tunnelbana, Dubai Metro. Tunnelbanesystemet, som huvudsakligen är byggt på pelare ovan mark, öppnades delvis 9 september 2009 och beräknades vara helt utbyggt 2012, men bygget drog ut på tiden. De två sista stationerna, Al Jadaf och Creek, på den "gröna linjen" öppnades 2014. Tunnelbanesystemet består av två linjer: "gröna linjen" från Rashidiya till stadens centrum, och "röda linjen" från flygplatsen till Jebel Ali.
Dubai har även ett spårvagnsnät. Dubai Tram (tidigare Al Sufouh spårvagn) är avsedd att vara en integrerad del av transportnätet Dubai, som förbinder Dubai Metro och Palm Monorail och kör längs Al Sufouh Road och Jumeirah Beach Road från Mall of the Emirates i ena änden till Dubai Marina.
En av de mer traditionella metoderna att resa mellan Bur Dubai och Deira är med så kallade abraer, små taxibåtar som kör passagerare över Dubaiviken mellan abrastationer i Bastakiya och Bani Yasvägen.